# Jakub Rzewuski
Jakub Rzewuski herbu Krzywda – sędzia ziemski chełmski w 1794 roku, podsędek chełmski w latach 1782–1792, pisarz ziemski chełmski w latach 1775–1782, miecznik chełmski w latach 1774–1775, sędzia grodzki chełmski, członek Lubelskiej Komisji Boni Ordinis w 1780 roku.